# Doppler (bok)
Doppler är norsk roman av Erlend Loe som utkom 2004. Den utkom i svensk översättning 2005.
Huvudpersonen med samma namn som romanens titel lämnar efter sin fars död jobb och familj för en tillvaro i skogen i Oslos närhet. Tillsammans med den tama älgkalven Bongo söker Doppler ny mening i livet, där han ser konkreta och enkla sysslor som mer värdefullt än att uppfylla omvärldens ständiga krav att vara duktig. Boken har en uppföljare som heter Volvo Lastvagnar.